# نيكولا غودن
نيكولا غودن (بالفرنسية: Nicolas Godin)‏ هو عازف قيثارة ومغني وموسيقي فرنسي، ولد في 25 ديسمبر 1969 في لو تشيسناي في فرنسا.

## وصلات خارجية
- نيكولا غودن على موقع IMDb (الإنجليزية)
- نيكولا غودن على موقع ميوزك برينز (الإنجليزية)
- نيكولا غودن على موقع إن إن دي بي (الإنجليزية)
- نيكولا غودن على موقع أول ميوزيك (الإنجليزية)
- نيكولا غودن على موقع ديسكوغز (الإنجليزية)
- نيكولا غودن على موقع قاعدة بيانات الفيلم (الإنجليزية)